# 406 (numero)
Quattrocentosei (406) è il numero naturale dopo il 405 e prima del 407.

## Proprietà matematiche
- È un numero pari.
- È un numero composto.
- È un numero difettivo.
- È un numero ennagonale centrato.
- È un numero triangolare.
- È un numero sfenico.
- È un numero palindromo nel sistema di numerazione posizionale a base 8 (626), in quello a base 15 (1C1) e in quello a base 28 (EE). In quest'ultima base è altresì un numero a cifra ripetuta.
- È un numero intoccabile.
- È parte delle terne pitagoriche (280, 294, 406), (406, 792, 890), (406, 1392, 1450), (406, 5880, 5894), (406, 41208, 41210).
- È un numero nontotiente (per cui la equazione φ(x) = n non ha soluzione).
- È un numero congruente.

## Astronomia
- 406P/Gibbs è una cometa periodica del sistema solare.

- 406 Erna è un asteroide della fascia principale del sistema solare.
- NGC 406 è una galassia spirale della costellazione del Tucano.

## Astronautica
- Cosmos 406 è un satellite artificiale russo.

## Altri ambiti
- La Peugeot 406 è un'auto prodotta dalla Peugeot tra il 1995 ed il 2005.
- Clase 406 è una telenovela messicana.